# Hylaeus psammobius
Hylaeus psammobius là một loài Hymenoptera trong họ Colletidae. Loài này được Perkins mô tả khoa học năm 1911.